# Einfach überirdisch!
Einfach überirdisch! (Originaltitel: Weird or What?) ist eine US-amerikanische Fernsehsendung. Sie besteht aus drei Staffeln und insgesamt 30 Episoden. Moderiert wurde sie von dem Schauspieler William Shatner. In Deutschland zeigt ZDFneo die Serie ab dem 5. November 2011.

## Inhalte
Die Fernsehsendung beschäftigt sich mit skurrilen Vorgängen und mysteriösen Vorkommnissen. Nach Senderangaben präsentiert Shatner gestützt auf Zeugenaussagen und echtem Filmmaterial Wahrheiten hinter den unheimlich wirkenden Geschichten über paranormale Begegnungen, Verschwörungen und gescheiterten Verschleierungstaktiken.

## Ausstrahlung
Sie ist die deutschsprachige Übersetzung der kanadischen Produktion Weird or What? Einfach überirdisch wird von William Shatner moderiert, der von Hartmut Neugebauer synchronisiert wird. Premiere hatte die Sendung am 21. April 2010 in den USA. Die deutsche Erstausstrahlung erfolgte am 5. November 2011 auf ZDFneo. Die jeweiligen Folgen haben eine Länge von 45 Minuten.